# Hipertensão relacionada a gestação
Hipertensão relacionada a gestação engloba as situações de hipertensão arterial que ocorrem durante e/ou são devidas a gestação.

## Classificação
1. Hipertensão arterial crônica. Pressão arterial sistólica (PAS) maior ou igual a 140 mmHg e/ou Pressão arterial diastólica (PAD) maior ou igual a 90 mmHg, antes da gestação ou até a 20ª semana de gestação.
2. Pré-eclampsia. PAS maior ou igual a 140 mmHg e/ou PAD maior ou igual a 90 mmHg, após a 20ª semana de gestação, associada a proteinúria (Acima de 300 mg/24h ou 200 mg/g creatinian urinária).
3. Eclampsia. Convulsões associadas a Preeclampsia.
4. Hipertensão arterial crônica superposta a pré-eclampsia. Gestante com hipertensão crônica e:
  1. Proteinúria surgindo após a 20ª semana de gestação; ou
  2. Aumento de 2 a 3 vezes de proteinúria preexistente; e
  3. Trombocitopenia; e
  4. Elevação de Aspartato aminotransferase ou Alanina aminotransferase.
5. Hipertensão gestacional. PAS maior ou igual a 140 mmHg e/ou PAD maior ou igual a 90 mmHg, após a 20ª semana de gestação, sem associação a proteinúria.
6. Hipertensão transitória da gravidez. Diagnóstico retrospectivo quando a pressão arterial normaliza até a 12ª semana pós parto.